# Giacomo Abbondo
Giacomo Abbondo (27. srpna 1720, Tronzano Vercellese – 9. února 1788, Vercelli) byl italský římskokatolický kněz. Katolická církev jej uctívá jako blahoslaveného.

## Život
Narodil se dne 27. srpna 1720 ve městě Tronzano Vercellese poblíž Vercelli jako druhé z šesti dětí rodičům Carlu Benedettu Abbondovi a Francesce Marii Nayaové. Školní docházku absolvoval ve svém rodném městě. Rozhodl se stát knězem.
Dne 11. srpna 1738 přijal svátost biřmování a následujícího 12. srpna přijal některá nižší svěcení. Dne 27. května 1741 přijal další nižší svěcení, na exorcistu a na akolytu. Dne 21. prosince 1743 jej biskup Giovanni Pietro Solaro vysvětil na podjáhna a 29. února 1744 na jáhna. Svá teologická studia absolvoval ve Vercelli. Ve Vercelli byl dne 21. března 1744 stejným biskupem vysvěcen na kněze. Před tím však musel od papeže Klementa XII. získat dispens, jelikož nedosahoval potřebného kanonického věku pro kněžské svěcení.
Dne 31. října 1748 získal v Turíně akademický titul z literatury a následně vyučoval ve Vercelli a to do roku 1757, kdy se stal farářem ve svém rodném městě. Mezi farníky zde byl velmi oblíbený. Často je navštěvoval v jejich domovech. Snažil se o to, aby byla jeho pastorace dostupná všem vrstvám obyvatelstva. Ve své farnosti také bojoval proti bludu jansenismu, který zde zasel předchozí duchovní. Byl také uznávaným kazatelem. Ve své farnosti pravidelně vedl duchovní cvičení, inspirovaná spisy sv. Ignáce z Loyoly.
Zemřel v pověsti svatosti dne 9. února 1788 ve Vercelli. Jeho ostatky byly dne 13. března 1922 přeneseny a uloženy v jeho rodném městě. Dne 5. listopadu 2015 byly jeho ostatky exhumovány a vyňaty jeho drobné části, aby sloužily jako relikvie.

## Úcta
Jeho beatifikační proces započal dne 25. ledna 2003, čímž obdržel titul služebník Boží. Dne 9. května 2014 jej papež František podepsáním dekretu o jeho hrdinských ctnostech prohlásil za ctihodného. Dne 5. května 2015 byl uznán první zázrak na jeho přímluvu, potřebný pro jeho blahořečení.
Blahořečen pak byl dne 11. června 2016 ve Vercelli. Obřadu předsedal jménem papeže Františka kardinál Angelo Amato.
Jeho památka je připomínána 9. února. Bývá zobrazován v kněžském oděvu. Je patronem města Tronzano Vercellese, odkud pocházel.